# Cameră de chat
O cameră de chat este un serviciu oferit de anumite site-uri web care permite persoanelor să comunice în timp real prin intermediul textului. Acestea sunt adesea structurate pe teme sau interese comune și pot fi accesibile publicului larg sau grupurilor private.

## Istoric
Camerele de chat au devenit populare în anii '90, odată cu expansiunea serviciilor de internet. Inițial, erau parte a serviciilor online precum AOL și CompuServe, dar ulterior au devenit disponibile prin intermediul diferitelor platforme web.

## Funcționalitate
Utilizatorii intră în camerele de chat prin intermediul unui client de chat, care poate fi o aplicație dedicată sau o componentă web. După autentificare, utilizatorii pot trimite mesaje care sunt văzute de toți participanții din camera respectivă.

## Tipuri de camere de chat
Există mai multe tipuri de camere de chat:
- Publice - deschise oricui dorește să participe.
- Private - accesul este restricționat prin invitație sau parolă.
- Pe teme specifice - concentrate pe un anumit subiect sau activitate.
- Pe grupuri de vârstă - destinate anumitor categorii de vârstă.

## Tehnologie
Tehnologia din spatele camerelor de chat a evoluat de la sisteme bazate pe text la cele care permit inclusiv mesageria vocală sau video. Protocoalele de comunicare, cum ar fi IRC (Internet Relay Chat), au fost fundamentale în dezvoltarea acestor servicii.

## Impact social
Camerele de chat au avut un impact semnificativ asupra modului în care oamenii interacționează online. Ele au facilitat formarea comunităților virtuale și au fost precursoarele rețelelor de socializare moderne.

## Probleme
Camerele de chat pot prezenta riscuri legate de securitatea online și de protecția datelor personale. De asemenea, pot fi locuri unde se manifestă comportamente neadecvate sau abuzive.